# 野口雨情
野口 雨情（のぐち うじょう、1882年（明治15年）5月29日 - 1945年（昭和20年）1月27日）は、詩人、童謡・民謡作詞家。多くの名作を残し、北原白秋、西條八十とともに、童謡界の三大詩人と謳われた。

## 生涯
本名・野口英吉。廻船問屋を営む名家（楠木正季が先祖と伝えられているが不明）の長男として茨城県多賀郡磯原町（現・北茨城市）に生まれる。父・量平、母・てる。
4年制尋常小学校・4年制高等小学校を終了後に上京。東京専門学校（現・早稲田大学）に入学し坪内逍遥に師事するが、1年余りで中退し詩作を始める。このとき1901年（明治34年）、英吉は19歳であった。
1904年（明治37年）、父の事業失敗と死により故郷に帰り家督を継ぐ。このとき、家の没落をふせぐために家族（つまり亡父や親族）から栃木県の資産家の娘である、同い年（23歳）の高塩ひろとの政略結婚をお膳立てされており、英吉は結婚するが、もともと気の進まない話で、後年破綻する。
この頃酒におぼれたというが、詩作にも打ち込み、朝餐会などで発表していた。「雨情」の号を名乗ったのもこの頃である。1905年（明治38年）処女民謡詩集『枯草』を水戸から自費出版。しかし反響は得られなかった。
妻ひろは、1906年（明治39年）に長男の雅夫を生んだ。しかし雨情は窮屈な家庭を飛び出し、事業で一旗揚げる名目で樺太にわたるが失敗した。一緒に大泊までともなった芸者に金を持ち逃げされてしまい、残った金で貨車一両分の林檎を東京に送って売ろうともくろんだが腐ってしまった。
妻ひろが上京して雨情を連れ戻しに来たが、そのまま東京にとどまり詩人になると宣言。1907年（明治40年）一月より『朝花夜花』なる民謡月刊を発行するが不発。同年、三木露風、相馬御風らと共に早稲田詩社（月二回会合する会）を結成するが、その後しばらく詩作から遠ざかる。この時期（1906 - 1909年）、雨情は北海道に渡って新聞記者となっていた。『小樽日報』に勤めていたときには同僚に石川啄木がおり、交友を結んだ。雨情は当時の主筆に対する排斥運動を起こしたが敗れて解雇され、啄木とは1ヶ月足らず机を並べただけに終わる。
『小樽日報』を首になったちょうどそのころ（1907年10月）、妻は女児みどりを出産したが、この子は一週間ほどで亡くなった。のちの『シャボン玉』はこのとき夭折した娘のことを歌っているとされるが、根拠がないとする説もある。
雨情は北海道で六つの新聞社を転々とした後、1909年（明治42年）、いったんは帰郷するも、すぐまた上京してしまう。
1911年（明治44年）、母の死を契機にふたたび郷里にもどり、家の植林や農地財産の管理などに従事するようになったが、文学への執着は捨てきれず「悶々とした生活をおくっていた」。
1914年（大正3年）、雨情は痔の湯治のためにいわき湯本温泉を訪れるが、このとき置屋「柏屋」のおかみ、小すみ（本名明村まち)とねんごろになり、そのまま3年半をここで暮らすようになる。その合間（1915年〈大正4年〉5月）に、夫人との協議離婚が成立している。雨情は二児をひきとり育てることになった。
1918年（大正7年）、雨情は水戸に行き、中里つると再婚した。この頃から詩の創作活動をはじめた。

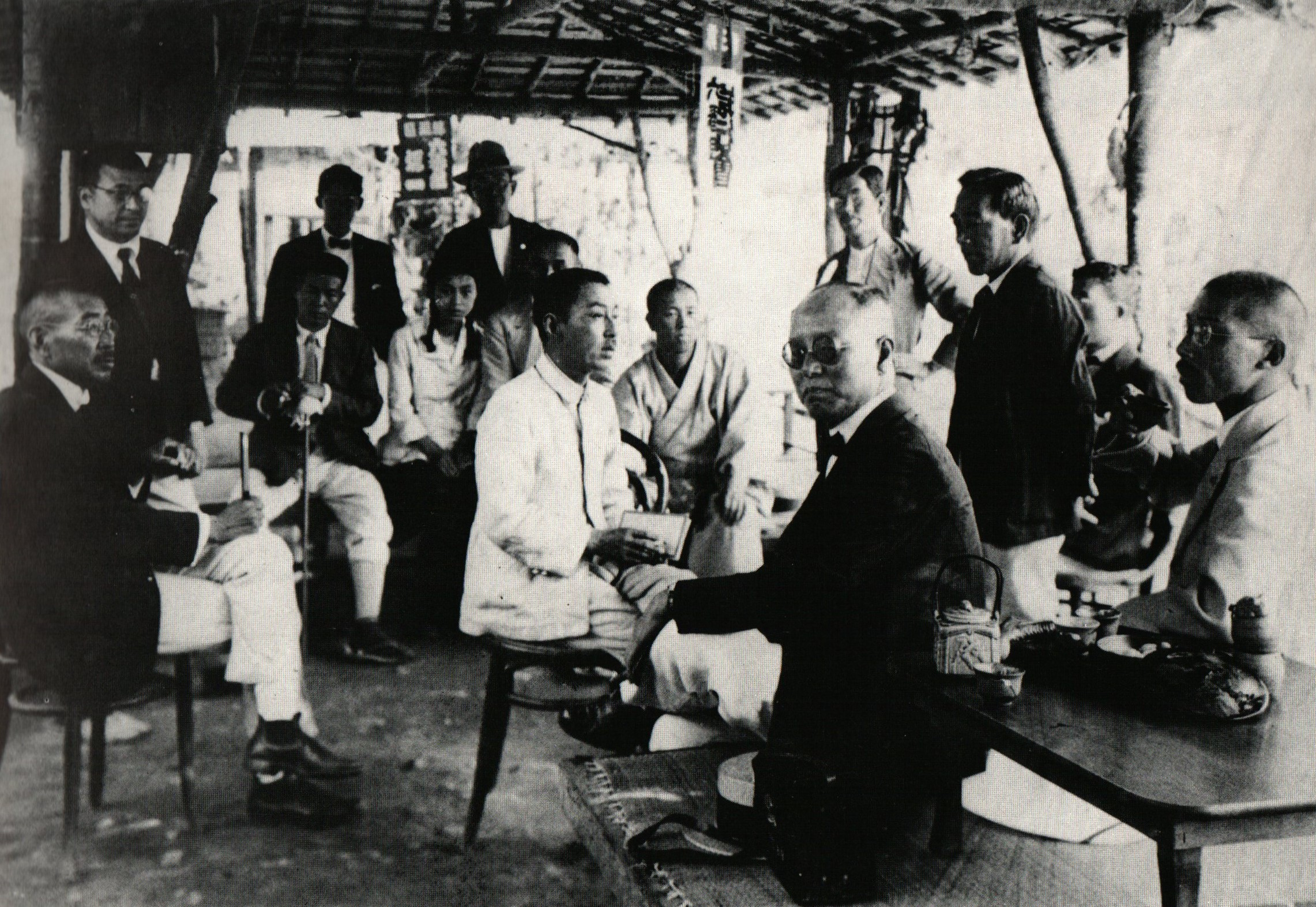
1927年（昭和2年）昇仙峡が日本二十五勝に選定されたことにより、昇仙峡を主題にした新民謡作成のため訪れた野口雨情（中央の丸椅子に座る白い服の人物）。仙娥滝上の仙峡亭にて。

将棋がかなり強かったらしく、1921年（大正10年）頃、本郷の下宿屋『八重山館』に住んでいた広津柳浪が、下宿に集まる仲間を集め、その向かいの久米正雄の実家に将棋を指しに来ていた、菊池寛、佐々木茂索、滝井孝作、岡栄一郎、南部修太郎といったグループに対決を挑んだ際、味方には、川崎備寛、松本弘二（二科会員）、鈴木氏亨（後に『文芸春秋』編集員、菊池寛秘書）の他に、対戦前日に野口雨情が加わった。総当たり戦で、大将格だけ三番勝負だったが、プロの二段にも勝つことがあると豪語する野口が、相手方大将・菊池寛に二番勝ち、最後だけ負け、総合では、八重山館側の勝ち越しとなった。
1931年（昭和6年）、野口存彌が生まれる。
1934年（昭和9年）に石川県の加賀地方と能登地方を訪れた。6月27日には福浦村（現・志賀町）福浦港で遊女たちにまつわる三首の俗謡を詠んだ。志賀町には腰巻地蔵と金刀比羅神社の横に歌碑がある他、野口雨情による歌詩の書が福專寺に収蔵されている。
1943年（昭和18年）軽い脳出血で倒れて後は療養に専念。1945年（昭和20年）疎開先の栃木県河内郡姿川村鶴田（現・宇都宮市鶴田町1744-8）の羽黒山麓で死去。そこに野口雨情旧居（登録有形文化財）が保存されている。

## 文壇での名声
1919年（大正8年）詩集『都会と田園』により詩壇に復帰、斎藤佐次郎により創刊された『金の船』より童謡を次々と発表。藤井清水や中山晋平や本居長世と組んで多くの名作を残した。
他方童謡とともに盛んとなった「新民謡」（創作民謡）にも力を注ぎ、1935年（昭和10年）には日本民謡協会を再興し、理事長に就任している。日本各地を旅行し、その地の民謡を創作した。また同じ年の1月、仏教音楽協会も設立され、雨情は評議員に推薦される。仏教音楽の研究に加え、新仏教音楽の創作や発表、普及にも力を尽くした。

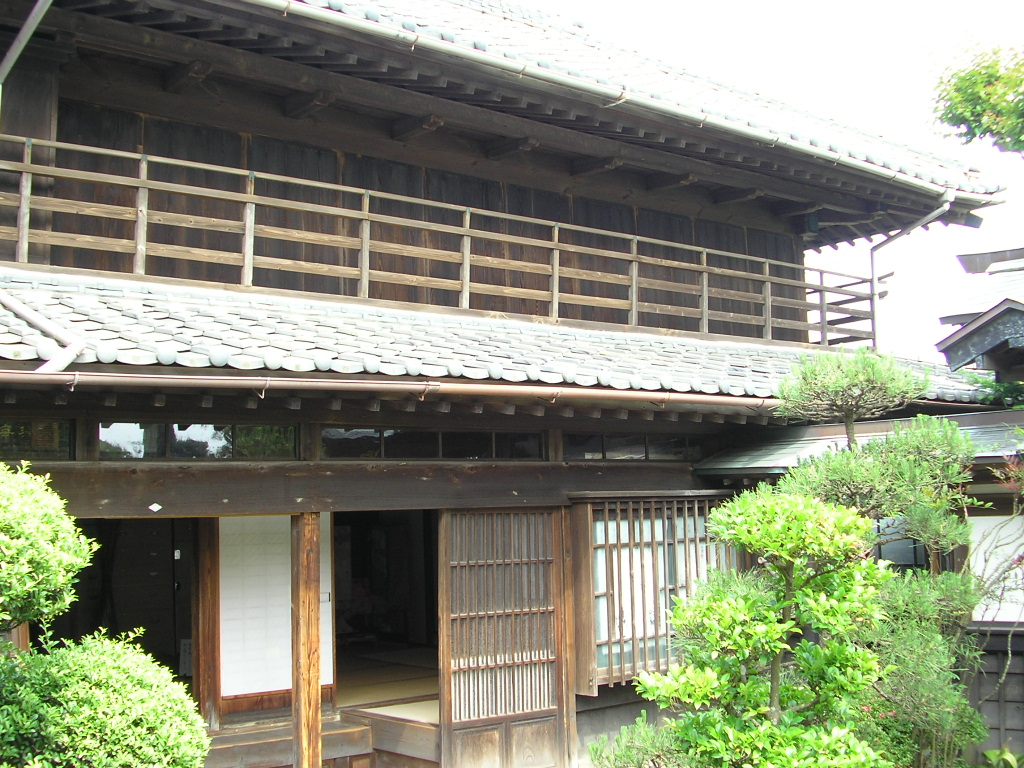
野口雨情の生家（北茨城市磯原町）
（2006年6月撮影）

代表作は『十五夜お月さん』『七つの子』『赤い靴』『青い眼の人形』『シャボン玉』『こがね虫』『あの町この町』『雨降りお月さん』『証城寺の狸囃子』『よいよい横町』など、枚挙にいとまがない。他に『波浮の港』『船頭小唄』など。

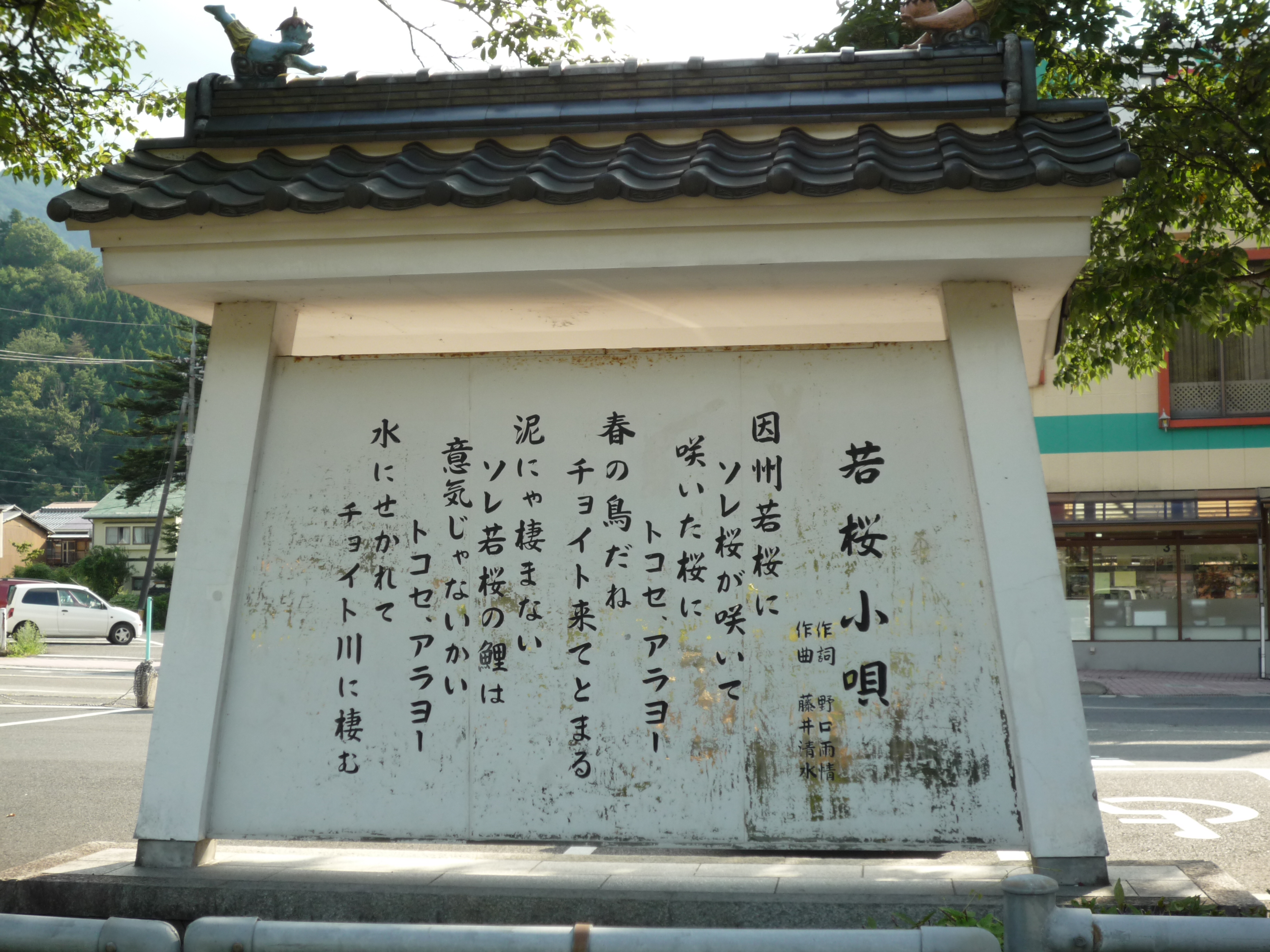
若桜小唄の歌碑（若桜駅）
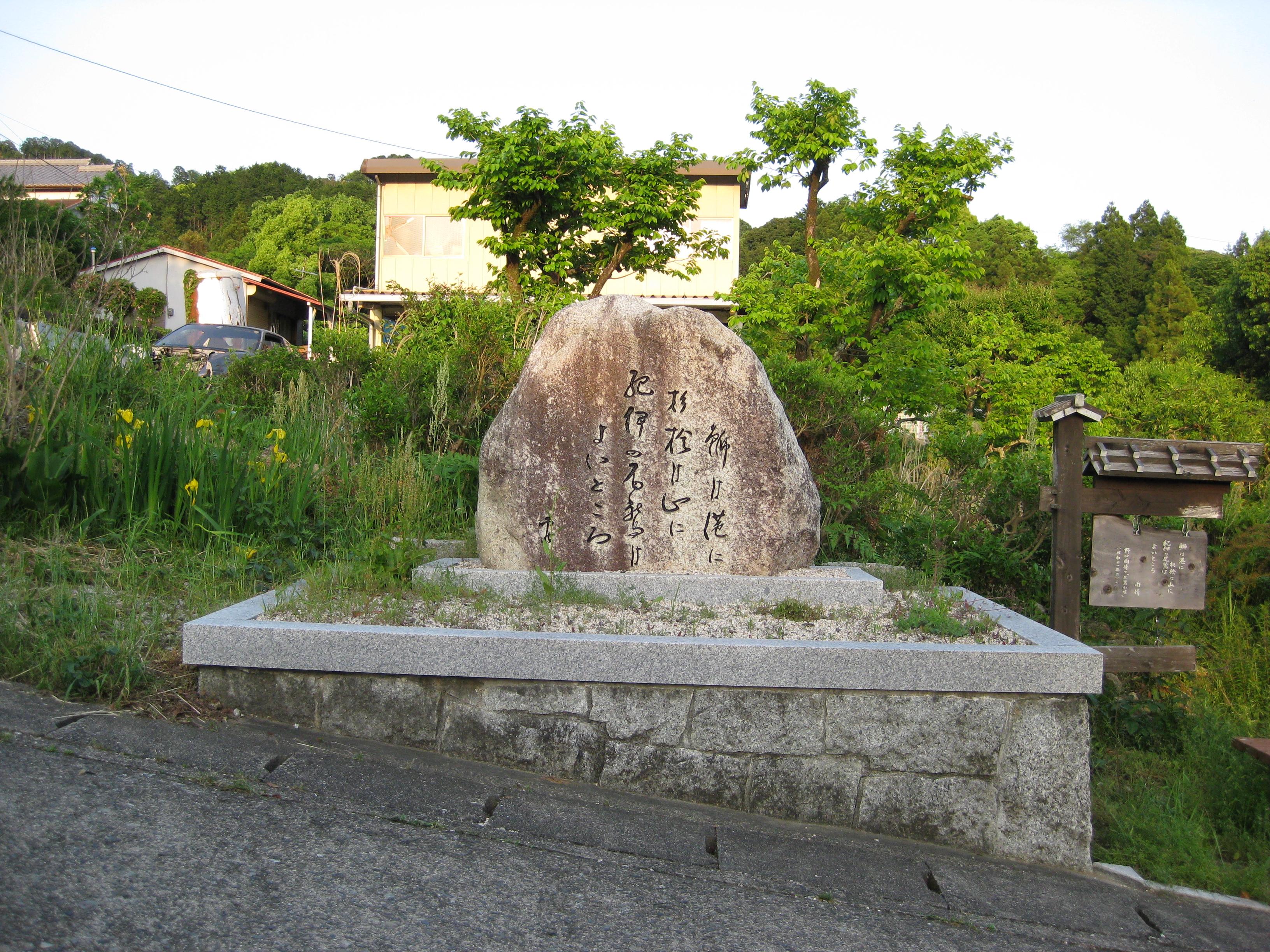
「尾鷲小唄」歌碑。三重県尾鷲市北浦西町
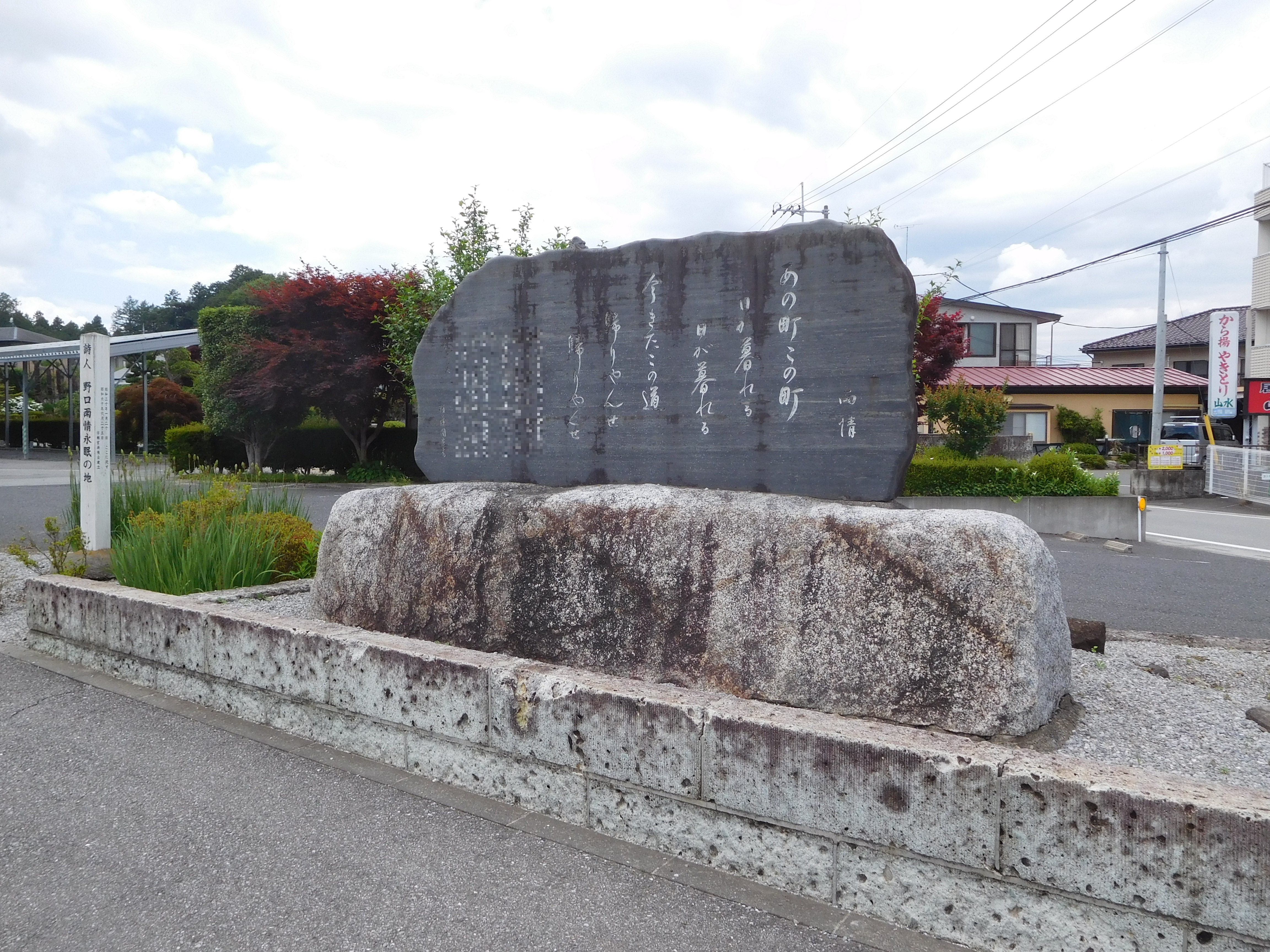
栃木県宇都宮市鶴田町、「あの町この町」詩碑。
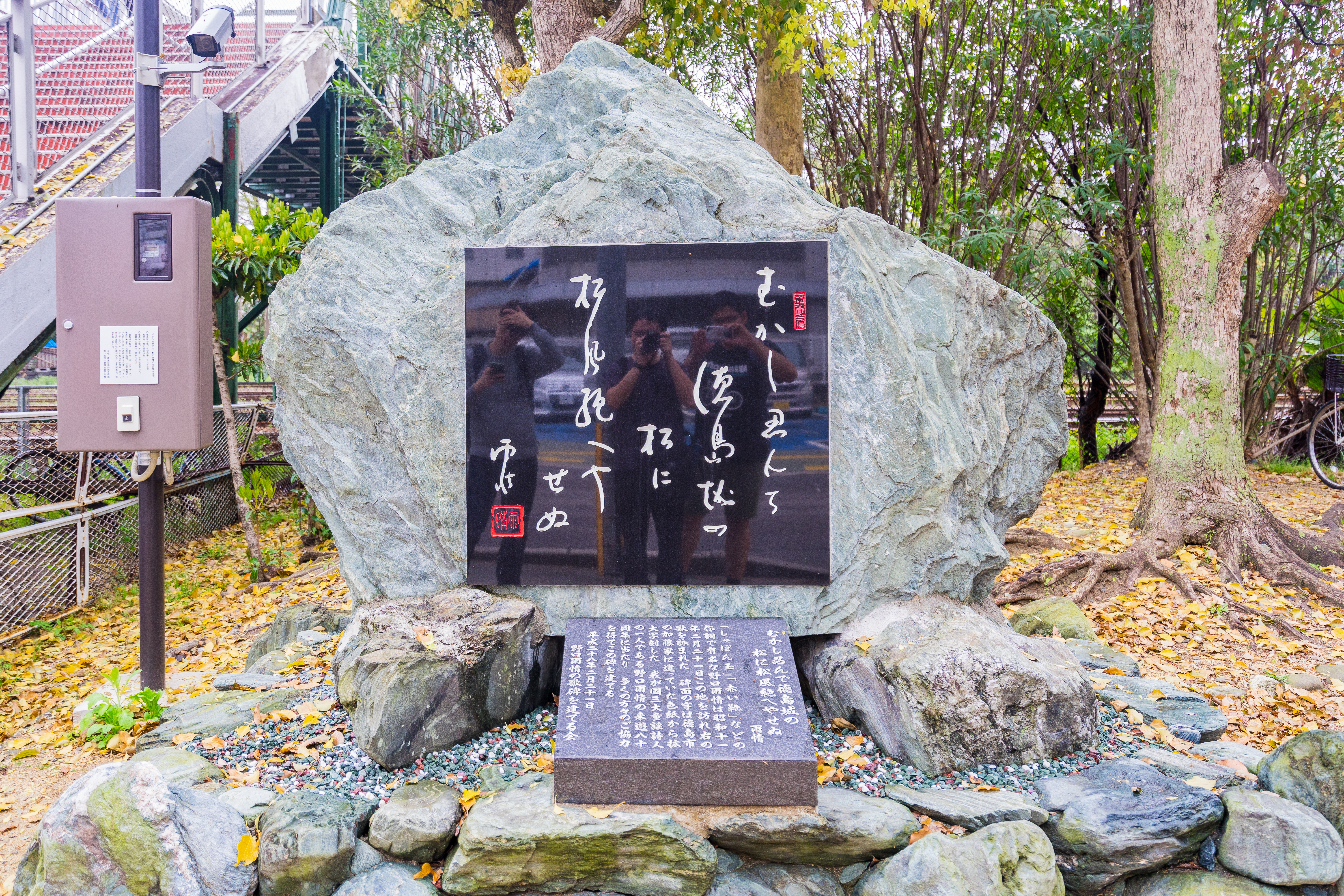
徳島中央公園「野口雨情の碑」

## 楽曲作品

### 歌詞

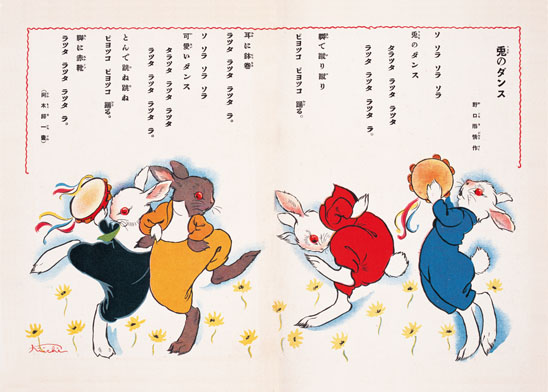
「兎のダンス」岡本帰一画(1924年)

- 春の歌
- あの町この町
- 船頭小唄
- 木の葉のお舟
- シャボン玉
- 証城寺の狸囃子
- 兎のダンス
- 波浮の港
- 雨降りお月さん
- 黄金虫
- 紅屋の娘
- 磯原節
- 劇場の前
- 俵はごろごろ
- 七つの子
- 十五夜お月さん
- 青い眼の人形
- 赤い靴
- 蛙の夜廻り

### 民謡
- 城崎温泉節
- 紅殻とんぼ
- 橋の上
- 捨てた葱
- 二十三夜
- 門司にて
- 竹藪
- よいとまけの唄
- 夜あけ星
- 眼子菜
- 朝霧
- 青いすすき
- 粉屋念佛
- 波浮の港
- 海の遠く
- 洪水の跡
- 謎
- はぐれ鳥
- 窓
- 日永
- お茶師
- 大洗沖
- 草刈り娘
- 金雀枝
- 風の音
- 畑ン中
- 道樂藥師
- 蚊喰鳥
- また來よつばめ
- 千代の松原
- 背戸山
- 飛騨にて
- 米山小唄
- 旅の身ぢやとて
- 小諸小唄（二章）
- 出船
- 浪枕
- 川しぶき
- 芙蓉の花
- いとどの蟲
- 千羽鳥
- 薔薇の花さへ
- わたしや黒猫
- 同じ國なら
- 暴風の夜
- 但馬山國
- 春降る雪
- 伊那の龍丘
- 霧ケ岳から
- かなしい海
- 茄子畑
- 運動踊り（四季の歌）
- 宮城野小唄（二章）
- つばくらめ
- お艶
- 旅の鳥
- 篠藪
- 萱の花
- みそさざい
- 風に吹かれて
- 荒野
- 子安貝
- 一軒家
- 白露蟲
- 雁
- 濡れ乙鳥
- 空飛ぶ鳥
- 枯れ山唄
- 土藏の壁
- 儚き日
- 祇園町
- お糸
- 霜枯れ
- 螢草
- 小室の小笹
- 芒の葉
- 戀の日
- 西瓜畑
- 旅で暮らせば
- 沙の數
- 昔の月
- 歸らぬ人
- 片戀
- 煙草の花
- 石地藏
- 櫛
- 葛飾の夏
- 港の時雨
- 蘆枯れ唄
- おけらの唄
- 鶫
- 錆
- 夕の月
- スイッチヨ
- おけら
- 女工唄
- 釜山にて
- 鼬
- 娘と劉さん

## 著書
- 『都会と田園 野口雨情詩集』銀座書房 1919
- 『日本民謡名作集』霜田史光共編 民衆文芸社 1921
- 『童謡作法問答』尚文堂書店 1922
- 『雨情童謡叢書 第1編 (童謡教育論)』米本書店 1923
- 『沙上の夢』新潮社 現代詩人叢書 1923
- 『童謡十講』金の星出版部 1923
- 『童謡と児童の教育』イデア書院 教育問題叢書 1923
- 『青い眼の人形 童謡集』金の星社 1924
- 『雨情童謡叢書 第2編 (童謡作法講話)』米本書店 1924
- 『雨情民謡百篇』新潮社 1924
- 『極楽とんぼ』黒潮社 1924
- 『民謡と童謡の作りやう』黒潮社 1924
- 『童謡と童心芸術』同文館 1925
- 『おさんだいしよさま 民謡集』紅玉堂書店 1926
- 『蛍の灯台』新潮社 童謡詩人叢書 1926
- 『童謠教本』啓文社書店 1927
- 『岐阜の伊奈波音頭』赭土社 1928
- 『児童文芸の使命』児童文化協会 1928
- 『波浮の港 詩集』ビクター出版社 1929
- 『草の花』新潮社 新潮文庫 1936
- 『朝おき雀』鶴書房 1943
- 『野口雨情民謡童謡選』雨情会編 金の星社 1962
- 『野口雨情詩集』弥生書房 1976
- 『野口雨情童謡集』藤田圭雄編 弥生書房 1976
- 『野口雨情詩集 続 (船頭小唄)』弥生書房 1978
- 『定本野口雨情』未來社
  - 第1巻 (詩と民謡 1).1985
  - 第2巻 (詩と民謡 2).1986
  - 第3巻 (童謡 1).1986
  - 第4巻 (童謡 2).1986
  - 第5巻 (地方民謡).1986
  - 第6巻 (童話・随筆・エッセイ・小品).1986
  - 第7巻 (童謡論・民謡論 1).1986
  - 第8巻 (童謡論・民謡論 2).1987
  - 補巻 (補遺・書簡)』野口存弥編.1996
- 『新資料野口雨情<童謡>』踏青社 2000
- 『新資料野口雨情<詩と民謡>』踏青社 2002
- 『十五夜お月さん 野口雨情童謡選』雨情会編 社会思想社 現代教養文庫 2002
- 『野口雨情100選 名作童謡』上田信道編著 春陽堂書店 2005
- 『野口雨情 郷愁の詩とわが生涯の真実』野口存彌編 日本図書センター 人間の記録 2010

## 演じた俳優
- 柳生博 - NHK連続テレビ小説『いちばん星』（1977年前期）